# Yukihiro Takiguchi
Yukihiro Takiguchi (滝口 幸広 Takiguchi Yukihiro?,  Prefectura de Chiba, Japón, 29 de mayo de 1985 - Tokio, 13 de noviembre de 2019) fue un actor, tarento y cantante japonés. Hasta el momento de su muerte, estuvo afiliado a Stardust Promotion. Algunos de sus papeles más destacados incluyen el de Shūichirō Ōishi en los musicales de The Prince of Tennis (2006-2007), Akira Hayase en la serie Kamen Rider Drive y el de Shōzō Aikaike en la serie de películas de Takumi-kun Series. También fue uno de los siete miembros originales de la unidad actoral PureBoys, de la cual se graduó a finales de marzo de 2008.

## Muerte
Takiguchi falleció el 13 de noviembre de 2019 tras sufrir una insuficiencia cardíaca, resultado de una complicación de una enfermedad coronaria que padecía. Tenía 34 años.

## Filmografía

### Televisión
| Año       | Título                                                        | Papel                | Notas                        |
| --------- | ------------------------------------------------------------- | -------------------- | ---------------------------- |
| 2004      | Waterboys 2                                                   | Toba                 | Episodio 12                  |
| 2005      | Chakushin Ari                                                 | Honda Tetsuya        | Episodio 1                   |
| 2005      | Mahō Sentai Magiranger                                        | Takayaki-san         | Episodio 39                  |
| 2006      | Unfair                                                        | Seta Tooru           | Episodio 1                   |
| 2007      | Koisuru Nichiyoubi                                            |                      |                              |
| 2007      | Asakusa Fukumaru Ryokan                                       |                      | Episodio 7                   |
| 2007      | Omo☆San                                                       |                      | 25-29 de abril a 2-6 de mayo |
| 2008      | Tadashii Ouji no Tsukurikata                                  | Souma Fumizo         |                              |
| 2008      | Binbou Danshi)                                                | Abe                  |                              |
| 2008      | Tokyo Ghost Trip                                              | Ryū Inui             |                              |
| 2008      | Gokusen 3                                                     |                      | Episodio 8                   |
| 2008-2009 | Pochitama                                                     | Eegular              |                              |
| 2009      | Atashi-tachi no Momoiro Nikki—Cappucino ~Otouto no Tomodachi~ | Jun                  | Episodio 5                   |
| 2009      | Koishite Akuma                                                | Vampiro (episodio 1) |                              |
| 2009      | Buzzer Beat                                                   |                      | Episodio 7                   |
| 2010      | Arienai                                                       |                      | Episodio 7                   |
| 2011      | Sengoku ★ Danshi                                              | Date Masamune        | Episodio 26                  |
| 2012      | Haisukuru Kagekidan ☆ Otokogumi                               | Kiryu Akira          |                              |
| 2013      | Renegade                                                      | Riki, Main Role      | Episode 17                   |
| 2014      | Kamen Rider Drive                                             | Akira Hayase         |                              |
| 2015      | Taikomochi no Tatsujin                                        | Teruhiko Jinguji     | Episodio 12                  |
| 2015      | Platinum Age                                                  |                      |                              |
| 2017      | Gintama                                                       |                      |                              |

### Películas
| Año  | Título                                                      | Papel           | Notas                   |
| ---- | ----------------------------------------------------------- | --------------- | ----------------------- |
| 2007 | Water                                                       | Ryoun           | Película yaoi           |
| 2007 | 『YOSHIMOTO DIRECTOR's 100』 – Akatsuki ni Shi, Dakishimete | Principal       | Estrenada solo en cines |
| 2007 | Takumi-kun Series: Soshite Harukaze ni Sasayaite            | Shōzō Aikaike   |                         |
| 2009 | Ani to Boku no Fuufugenka                                   |                 |                         |
| 2009 | Takumi-kun Series 2: Niji Irō no Garasu                     | Akaike Shouzou  |                         |
| 2009 | Ikemen Bank The Movie                                       |                 |                         |
| 2010 | Takumi-kun Series 3: Bibō no Detail                         | Shōzō Aikaike   |                         |
| 2010 | Tsuki to Uso to Satsujin                                    | Okudera Kousuke |                         |
| 2011 | Takumi-kun Series 4: Pure                                   | Shōzō Aikaike   | BL                      |
| 2011 | Gangsta                                                     |                 | Filme de Fuyuki Shindo  |
| 2011 | Takumi-kun Series 5: Ano, Hareta Aozora                     | Shōzō Aikaike   |                         |
| 2014 | Kamen Rider Drive Episode 0: Countdown To Global Freeze     | Hayase Akira    |                         |
| 2015 | Seven Days: Friday – Sunday                                 |                 |                         |
| 2015 | Seven Days: Monday – Thursday                               |                 |                         |

### Teatro
| Año       | Título                                            | Papel                |
| --------- | ------------------------------------------------- | -------------------- |
| 2005      | Kurotokage                                        |                      |
| 2006      | Shokyuu Kyoushitsu                                | Principal            |
| 2006-2007 | The Prince of Tennis                              | Shuichiro Oishi      |
| 2007      | PureBOYS 7Cheers! ~ Tobe! Jibun to iu Daichi Kara | Kōta Tsukiura        |
| 2008      | Oishii Timing                                     |                      |
| 2008      | Typhoon #14 Monshiro                              | Shōta                |
| 2009      | Boukensha-tachi                                   | Shichirō             |
| 2009      | *pnish* produce vol.5 Reverse Historica           |                      |
| 2009      | Koroshiya Syuu ~Shoot Me~                         |                      |
| 2010      | Byakkotai The Idol                                |                      |
| 2010      | Boukensha-tachi (saien)                           | Shichirō             |
| 2011      | *pnish* produce Panic Cafe                        |                      |
| 2011      | Kourin Fight                                      | Sanada Yukimura      |
| 2011      | Peace Maker – Shinsengumi Sanjou                  | Ichimura Tatsunosuke |
| 2011      | Letter                                            |                      |

### Radio/Webcast
| Año       | Título                                             | Fecha             | Notas                                        |
| --------- | -------------------------------------------------- | ----------------- | -------------------------------------------- |
| 2007      | Pure☆Radio                                         | 4 de agosto       | Con PureBoys                                 |
| 2007      | Yahoo! Live Talk「Natsu no Owari no IKEMEN NIGHT」 | 3 de septiembre   | Con Shinpei Takagi, Kento Ono y Jutta Yūki   |
| 2007      | ENTERMAX                                           | 11 de octubre     | Tokyo-FM                                     |
| 2007-2008 | Harajuku Amesuta☆Gakuen                            | todos los viernes | Con PureBoys                                 |
| 2008      | Excella presents Omotesandou Cafe 「T-TIME」       | 8 de enero        | Odoroku TV                                   |
| 2008      | Energy Premium Pure☆Factory                        | 7 y 14 de enero   | Energy 701; con Keisuke Katō                 |
| 2011      | Heat-up Eve                                        | todos los martes  | NicoVideo; con Kyōsuke Hamao y Yūta Furukawa |